# 三個の平方数の和
この記事は「平方数」、「三角数」、「多角数定理」などの補遺に当たる。ここに示す事実は古くから知られているものであるが呼びかたが定まっていない。日本語では「三平方和定理」などと呼ばれることもあるが、ピタゴラスの定理とは全く別のものである。
自然数{\displaystyle N}が三個の平方数の和で表されるための必要十分条件は、{\displaystyle n\geq 0,k\geq 0,a\in \{1,2,3,5,6\}}により、{\displaystyle N=4^{n}(8k+a)}と表されることである。逆に、{\displaystyle N=4^{n}(8k+7)}で表される自然数は三個の平方数の和で表されない。これはディオファントスの時代から研究されてきたことであるが、1798年、ルジャンドルによって証明された。

## 証明
十分条件の証明は初等的に行うことは可能であるが、二次形式に関する議論を必要とし、複雑である。必要条件の証明は次に記すとおり、容易である。

### 必要条件
{\displaystyle N\equiv 7\;(\operatorname {mod} \;8)}が三個の平方数の和で表されないことは、{\displaystyle x^{2}\equiv {s\in \{0,1,4\}\;(\operatorname {mod} \;8)}}から明らかである。仮りに
{\displaystyle N=4^{n}(8k+7)=x^{2}+y^{2}+z^{2}}
と表されるとすれば、{\displaystyle x,y,z}は全て偶数であるから
{\displaystyle {\begin{aligned}&4^{n}(8k+7)=(2x')^{2}+(2y')^{2}+(2z')^{2}\\&4^{n-1}(8k+7)=x'^{2}+y'^{2}+z'^{2}\\\end{aligned}}}
となり、数学的帰納法により、{\displaystyle N=4^{n}(8k+7)}は三個の平方数の和で表されない。

## 系

### 三個の三角数の和
{\displaystyle 8N+3}の形の自然数は高々三個の平方数の和で表されるから
{\displaystyle 8N+3=(2x+1)^{2}+(2y+1)^{2}+(2z+1)^{2}}
{\displaystyle N={\frac {x(x+1)}{2}}+{\frac {y(y+1)}{2}}+{\frac {z(z+1)}{2}}}
となる整数{\displaystyle x,y,z}が存在する。故に全ての自然数は高々三個の三角数の和で表される。

### 四個の平方数の和
全ての自然数は{\displaystyle n\geq 0,k\geq 0,a\in \{1,2,3,5,6,7\}}として{\displaystyle 4^{k}(8n+a)}で表される。その中で{\displaystyle a\neq 7}のものは高々三個の平方数の和で表され、{\displaystyle a=7}のものは{\displaystyle 4^{k}(8n+6)+(2^{k})^{2}}として高々四個の平方数の和で表される。従って、全ての自然数は高々四個の平方数の和で表される。なお、四個の平方数の和については初等的な証明（→多角数定理）が知られている。